# Királyháza
Királyháza (1899-ig Királyháza-Tölgyesfalva, ukránul Королеве (Koroleve), oroszul Королево (Korolevo)) szeliscse Ukrajnában, Kárpátalján, a Beregszászi járásban.

## Fekvése
Nagyszőlőstől 9 km-re keletre a Tisza bal partján fekszik, Rákospatak és Veréce tartozik hozzá.

## Nevének eredete
Neve a település melletti dombon emelkedett királyi erdőuradalmi központtal kapcsolatos.

## Története
A község eredete ősrégi. Már Szent István idejében telepedtek le ide
szászok. Német telepeseiről Felszásznak nevezték, 1355-től Királyháza, 
1262-ben Domus Regalis néven említik először. Határában magányos domb tetején állanak Nyalábvár romjai, amely 13. századi királyi vadászház 15. századi erődítésével épült. 1312-ben Károly Róbert ostrommal foglalta vissza a Borsáktól. 1355-ben a település királyi kiváltságokat kapott. 1514-ben a parasztsereg a várat a faluval együtt megostromolta. Ide Perényiné Frangepán Katalin a fia nevelőjének hívta meg
Komjáthy Benedek pozsonyi kanonokot az 1530-as évek elején. Ő volt az,
aki a Nyaláb várban magyarra fordította Pál apostol leveleit. A
település a magyar királynők nyaralóhelyéül szolgált hosszú időn át. A falu egykori szász telepesei a 16. századra eltűntek. 1661-ben a török, 1717-ben a tatár pusztította. Mivel a bujdosóknak menedéket nyújtott a várat 1672-ben II. Lipót parancsára lerombolták. A 18. században a falut ruszinokkal telepítették be. 1831-ben kolerajárvány pusztított.
1910-ben 3167 lakosából 2224 magyar és 932 ruszin volt. A trianoni békeszerződésig Ugocsa vármegye Tiszántúli járásához tartozott.

## Népesség
Ma 10 052 lakosából 2150 a magyar.

## Közlekedés
A település vasúti csomópont: itt találkozik a Nagyvárad–Székelyhíd–Érmihályfalva–Nagykároly–Szatmárnémeti–Halmi–Királyháza-vasútvonal és a Bátyú–Királyháza–Taracköz–Aknaszlatina-vasútvonal.

## Látnivalók
- A Nyalábvár romjai a város melletti dombtetőn.
- Római katolikus temploma 13. századi eredetű, többször átalakították, barokk stílusú.
- Református temploma 1911-ben épült eklektikus stílusban a 18. századi templom helyén.

## Híres emberek
- A 16. században a várban élt és alkotott Komjáthy Benedek a magyar nyelvű reneszánsz irodalom elindítója és Ilosvai Selymes Péter lantos, vándorénekes a Toldi szerzője.

## Fotók
- https://web.archive.org/web/20070928010606/http://www.karpataljakepek.net/thumbnails.php?album=51
- Szent Ferenc Óvoda